# Charinus koepckei
Espèce
Charinus koepckei est une espèce d'amblypyges de la famille des Charinidae.

## Distribution
Cette espèce est endémique de la région d'Arequipa au Pérou,. Elle se rencontre vers Cháparra, Chala et Mollendo.

## Description
La carapace des mâles décrits par Miranda, Giupponi, Prendini et Scharff en 2021 mesure de 3,20 à 6,48 mm de long sur de 4,40 à 5,25 mm et celle des femelles de 2,85 à 3,94 mm de long sur de 4,10 à 5,75 mm.

## Étymologie
Cette espèce est nommée en l'honneur de Hans-Wilhelm Koepcke.

## Publication originale
- Weygoldt, 1972 : « Charinus koepokei n. sp. aus Peru (Amblypygi: Charontidae). » Senckenbergiana Biologica, vol. 53, no 3/4, p. 281-286.